# X-23
X-23 (Laura Kinney) es una superheroína que aparece en los cómics estadounidenses publicados por Marvel Comics, principalmente asociada a los X-Men. Fue creada por Craig Kyle para la serie animada X-Men: Evolution, donde hizo su primera aparición en el capítulo 41 de la tercera temporada, estrenado en agosto de 2003. Su primera aparición en los cómics fue en NYX #3 de 2004.
Laura fue aparentemente un clon y luego la hija adoptiva de Wolverine, creada para ser una asesina perfecta. Durante su infancia fue entrenada como asesina hasta que una serie de tragedias la llevaría a encontrarse con Wolverine y los X-Men. Asistió a la escuela Mansión X y finalmente se convirtió en miembro de Fuerza-X. Más tarde se revela que ella no es un clon, sino la hija biológica de Wolverine. Al igual que su padre, Laura tiene un factor de curación regenerativo y mejores sentidos, velocidad y reflejos. Ella también tiene garras de hueso retráctiles recubiertas de adamantium en sus manos y pies. En 2015, el personaje logró que su padre adoptara el nombre y el traje de Wolverine en la serie All-New Wolverine. En España se tradujo el nombre como Lobezna.
El personaje ha aparecido en adaptaciones, incluidas películas animadas y series de televisión y videojuegos. Ella aparece en la película Logan, de 2017, interpretada por Dafne Keen y en la película de Marvel Studios Deadpool & Wolverine (2024), ambientada en el Universo Cinematográfico de Marvel (MCU).

## Historial de publicaciones
El debut cómico de Laura Kinney fue en 2004 en el tercer número de la serie NYX, donde no se divulgó su historia y su pasado pero sí se mostraron sus habilidades. En X-23, su primera miniserie, se explicó plenamente su origen. Se convirtió en parte del elenco secundario de X-Men en Uncanny X-Men #450.

## Biografía ficticia

### Origen
Un programa de alto secreto tiene la tarea de replicar el experimento original de Arma X que unía adamantium al esqueleto de Wolverine. El proyecto se toma en una nueva dirección: el Dr. Martin Sutter recluta a la renombrada genetista mutante, la Dra. Sarah Kinney, para desarrollar un clon de Wolverine. También en el equipo está el protegido de Sutter, el Dr. Zander Rice, quien fue criado por Sutter después de que su padre fuera asesinado por el Arma X original.
Dado que la muestra genética de Arma X está dañada, Kinney es incapaz de salvar el cromosoma Y. Kinney propone la creación de un gemelo genético femenino, pero su petición es denegada. El protegido de Sutter, el doctor Zander Rice, cuyo padre fue asesinado por el Arma X original, se opone a la idea. Después de 22 intentos fallidos en la reconstitución del ADN, usando un cromosoma X duplicado, la 23.ª muestra se ve viable para combinar con un embrión. Aunque Kinney continua en el proyecto, Rice exige venganza por su insubordinación obligándola a actuar como la madre sustituta de la muestra. Durante nueve meses, cada movimiento de Kinney es controlado y por último, da a luz a "X-23" en las instalaciones de Alkali-Transingen en Ciudad de México, México.
Después de siete años, Rice somete a X-23 a envenenamiento por radiación para activar su gen mutante. Extrae sus garras, las cubre con adamantium y las vuelve a colocar en sus manos y pies, un procedimiento que se lleva a cabo sin anestesiar a la niña. Rice crea un "olor desencadenante" que convierte a X-23 en una furia asesina cuando lo detecta. X-23 luego se entrena para ser una asesina a sueldo, y se le ordena matar "a todos ... a todos ... por un precio".
La sobrina de Kinney, Megan, es secuestrada por un asesino en serie; ella contrabandea a X-23 fuera de la instalación para rescatarla. X-23 rastrea al secuestrador hasta su apartamento, lo mata y libera a Megan. Kinney es despedida cuando regresa y es escoltada fuera de la base. Poco después, Rice asigna a X-23 para eliminar a Sutter y su familia. Él le ordena que lo mantenga en secreto. X-23 le revela a Sarah que Rice es responsable de los asesinatos. Antes de que Kinney se vaya, Rice revela una cámara que contiene las vainas de incubación para los sujetos X-24 a X-50.
Kinney le escribe una carta a su hija y le asigna una misión final: destruir las vainas y matar a Rice. X-23 tiene éxito y se encuentra con su madre, y se preparan para huir. Sin embargo, antes de su muerte, Rice expuso a Kinney a la esencia desencadenante. X-23 entra en un frenesí asesino y mata a su madre. Mientras se está muriendo, Kinney le dice a X-23 que se llama Laura y que la ama, y le entrega la carta y las fotos de Charles Xavier, Wolverine y el Instituto Xavier.

### Objetivo X
Después de ser arrestada por agentes de S.H.I.E.L.D., X-23 despierta atada y amordazada en compañía del Capitán América y Daredevil, quien procederá a interrogarla acerca de su pasado. X-23 describe cómo viajó a San Francisco y devolvió a su prima Megan a Debbie (la hermana de su madre). Al presentarse a sí misma como la hija de Sarah, se va a vivir con ellas. Aunque Megan sufre pesadillas vívidas de su secuestro, su familia cree que estas son fantasías totales. X-23 le informa a Megan que el hombre de sus pesadillas es real, y ella lo mató.
El novio de Debbie resulta ser un agente de "El Fondo" que ha sido instruido para manipular a X-23 para que mate a Megan y Debbie con el olor de la pólvora. Sin embargo, el agente muere a manos de X-23. Los agentes de "El Fondo" atacan la casa, dirigidos por la mujer que sirvió como controladora de X-23, Kimura.
X-23 se las arregla para proteger a Megan y Debbie. Luego de esto, X-23 parte y decide enfrentarse al hombre que hizo posible su creación: Wolverine.
X-23 sigue la pista de Wolverine hasta la mansión de Xavier y lo enfrenta en una batalla, derrotándolo a través de tácticas y maniobrabilidad. No obstante, no lo mata. En cambio, le dice porqué había venido. Wolverine revela que él se enteró de la existencia de X-23 después de haber recibido una carta detallada de su madre. La conversación es interrumpida cuando el Capitán América viene a arrestar a Laura.
A pesar del caos en su pasado, Daredevil acepta la inocencia de X-23. Capitán América quiere que X-23 expie los crímenes que ha cometido. Sin embargo, en última instancia libera a X-23 con el fin de evitar que S.H.I.E.L.D. la utilice como su propia arma.

### NYX
X-23 llega a Nueva York y es acogida por un proxeneta llamado Zebra Daddy. Ella trabaja como prostituta y se especializa en clientes masoquistas. X-23 se muestra incapaz de liberarse de las garras de Zebra Daddy. Después de conocer a Kiden Nixon, una joven mutante con la habilidad de detener el tiempo cuando está en peligro, y Tatiana Caban, una mutante que puede tomar los atributos físicos de quien sea y lo que sea, al entrar en contacto a través de su sangre, X-23 empieza a recuperar sus sentidos. A pesar de que huye de Zebra Daddy, él le sigue la pista. Con la ayuda de sus nuevas amigas (y el mutante llamado Bobby Soul), Zebra Daddy y sus matones son derrotados: X-23 lo mata para salvar las vidas de sus amigos.

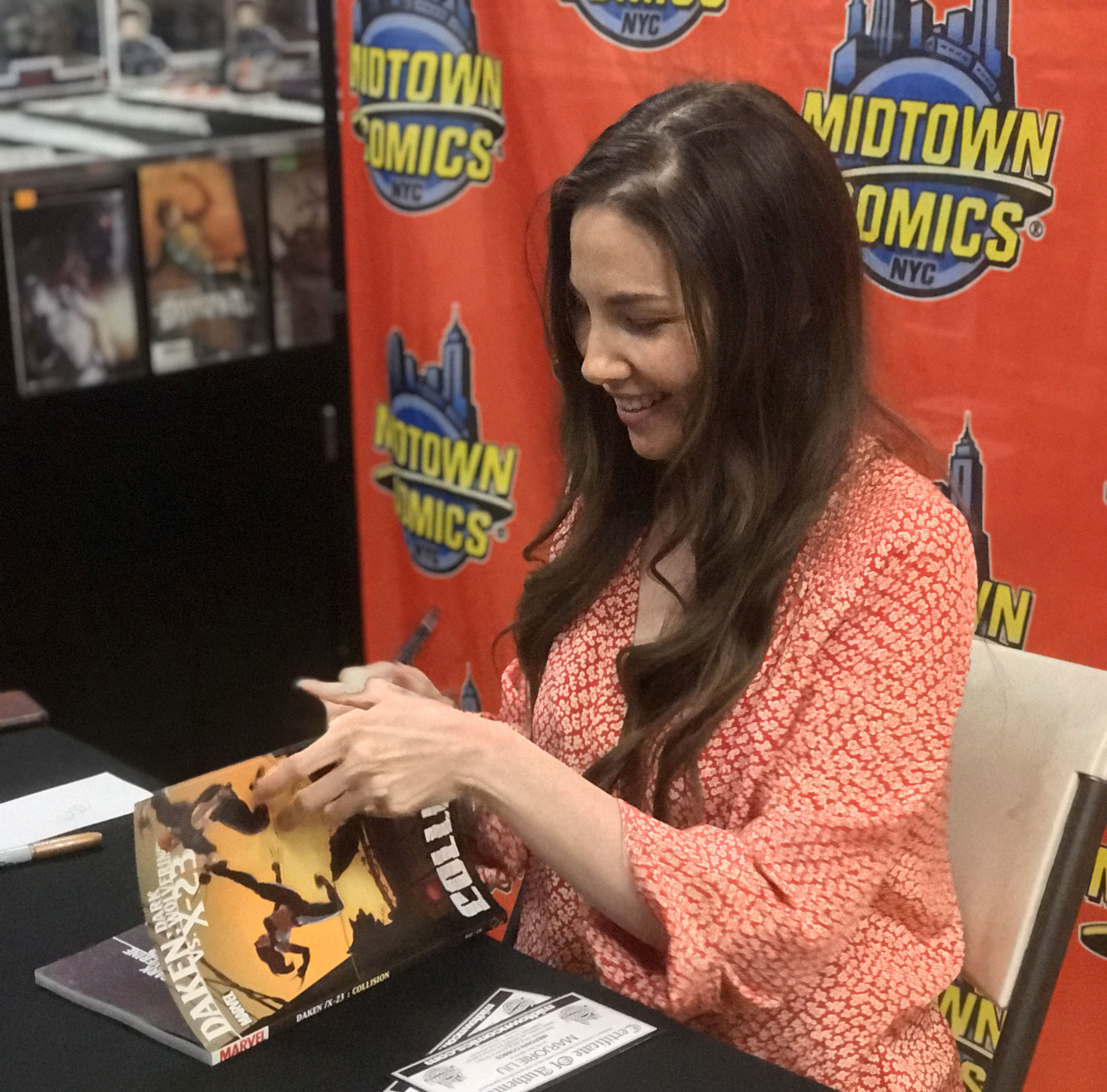
Marjorie Liu, autora y guionista estadounidense de novelas y cómics.

### X-Men
X-23 toma un trabajo como camarera en el club nocturno mutante "Wannabee", en el Barrio Mutante de Nueva York. Ella defiende a Jade Parisi, la hija del jefe de la mafia Don Parisi, contra unos matones que la reprenden por tener un novio mutante. X-23 mata a algunos de los criminales y ayuda a escapar a Jade y pasar a la clandestinidad. Las muertes sin querer implican a Wolverine, lo que llevó a sus compañeros a investigar. X-23 inicialmente ataca a Wolverine, pero finalmente ella se calma y lleva a los X-Men con la hija de Parisi. Después de ayudar a los X-Men contra el mutante Geech Parisi, X-23 huye de la escena.
Más tarde, ella regresa para ayudar a los X-Men a salvar a las víctimas de un accidente de coche, y se matricula en el Instituto Xavier. Es asignada en una habitación con Rachel Summers y Kitty Pryde. X-23 se comporta de manera protectora hacia Wolverine, observándolo en la mansión a través de los monitores de seguridad e incluso atacando a su compañero de equipo, Bishop después de que derrota a Wolverine durante una sesión de entrenamiento.
Durante una de sus sesiones en los monitores de la mansión, una energía anómala es detectada por X-23. Ella se encuentra con Spider-Man en la fuente de la señal; lo confunde con un enemigo y lo ataca. La pareja finalmente se une para salvar a la joven mutante Paul Patterson de una versión alternativa de Iron Man conocido como Iron Maniac. La llegada del Capitán América y la super-espía Viuda Negra, ayuda a cambiar el rumbo, con Spider-Man y X-23 destruyendo a Iron Maniac.
X-23 sigue a Wolverine secretamente en su investigación de una actividad extraña en la Montañas Rocosas de Canadá. Es emboscada por los Hauk'ka, evolucionados Saurios de la Tierra Salvaje, pero X-23 logra escapar y alertar a los X-Men. En la Tierra Salvaje, X-23 y los X-Men se unen a Ka-Zar y sus aliados, los mutados de la Tierra Salvaje, para evitar que los Hauk'ka destruyan la civilización humana.

### Capitán Universo
X-23 es elegida por la entidad cósmica Uni-Power para convertirse en Capitán Universo. Ella descubre rápidamente que A.I.M. busca a la Uni-Power con la esperanza de utilizarla contra sus enemigos. Se compromete a ayudar a la Uni-Power, y viaja con un agente de S.H.I.E.L.D. llamado Scorpion a un escondite secreto de AIM. Allí, descubren información sobre la Uni-Power que está siendo transferida a otro centro. X-23 logra evitar que la información llegue, y es recompensada por la Uni-Power.

### New X-Men
Después del Día M, X-23 fue uno de los pocos mutantes que conservó sus poderes. X-23, acepta iniciar labores en el Instituto Xavier. Ella comienza a desarrollar una atracción hacia Julián Keller, alias Hellion, protegiéndolo durante su participación en simulaciones de combate holográficas.
Más tarde, X-23 destaca en un combate amistoso para elegir a los mejores estudiantes del Instituto. Ella es elegida para el equipo New X-Men junto a Mercurio, Dust, Hellion, Elixir y Rockslide.
Más tarde, X-23 descubre un complot de parte de los Purifiers para asesinar a los estudiantes de la Mansión. Laura regresa a la mansión y sin ayuda mata a tres Purifiers que han incapacitado a Surge, Hellion y Emma Frost.
Más tarde, en una misión, X-23 es herida por un Nimrod, y no puede curarse. Con el fin de salvar a X-23, Hellion convence a Emma Frost para desbloquear su potencial telequinético, aumentando sus poderes (por tanto, su velocidad) a un nivel considerado. Esto les permite volar de vuelta a la mansión a tiempo para que Laura sea sanada por Elixir.
Poco después, el Instituto es atacado por Kimura y sus agentes de "El Fondo".
X-23 y Hellion se infiltran en "El Fondo", y después de un encuentro con Kimura, los dos pronto rescatan a Mercurio. Ellos son atacados por un Predator-X, antes de ser rescatados por los X-Men.
Algún tiempo después, Emma Frost encuentra a Kimura tratando de asesinar a X-23, y se enfrenta a ella, borrando cada momento feliz en la vida de Kimura de su memoria.
Más tarde, algunos de los New X-Men deciden lanzar un ataque preventivo contra los Purifiers. Si bien espían a los Purifiers. Ellos son emboscados por los Reavers, cuya líder, Lady Deathstrike, hiere mortalmente a Hellion.
Ante la amenaza, Cíclope, convence a X-23 de unirse a una nueva encarnación de la Fuerza-X, junto con Wolverine, Warpath, Wolfsbane e inicialmente también Caliban y Hepzibah.
Mientras buscan a Cable y a la mutante recién nacida, Fuerza-X combate a Lady Deathstrike y sus nuevos Reavers. X-23 derrota salvajemente a Deathstrike, vengándose del ataque a Hellion. Durante la dura batalla entre los X-Men y los Merodeadores, X-23 salva la vida de Wolverine, matando a Scrambler.

### Fuerza-X
Después de los acontecimientos de Messiah Complex, Cíclope decide mantener la nueva encarnación de Fuerza-X. X-23 es el primer miembro en unirse al equipo a pesar de la negativa de Wolverine.
La primera misión del equipo es investigar las actividades de Bastion y los Purifiers. Sin embargo, la misión es un fracaso y Matthew Risman, el líder de los Purifiers, toma a Wolfsbane como su rehén. Wolverine reprende a X-23 por dejar que la secuestraran. Esto confunde a X-23, quien decide tomar la misión con más calma.
Después, el grupo logra derrotar (o más bien retardar) los planes malvados de Bastion.
Más adelante, X-23 viaja al pasado para evitar la nueva propagación del Virus Legado. Cuando X-23 intenta suicidarse debido a la infección por el Virus del Legado, Elixir la detiene y se deshace de la herencia del virus.
X-23 se muda después con los X-Men a San Francisco, donde son aceptados como héroes por el alcalde, después de haber rechazado la iniciativa de los cincuenta estados. X-23 compartió habitación con Armor y Pixie.
X-23 finalmente se reúne con Kiden Nixon, solo que en una versión futura. Lamentablemente esta versión futura de Kiden está conectada a varias máquinas y se utiliza como generador para crear una anomalía temporal que interrumpe la tecnología de viaje en el tiempo, atrapando a X-23, Fuerza-X, Cable y Hope en el futuro. Mientras X-23 se lamenta por matar Kiden o no, el asunto se torna tenso cuando Dominó la mata.
Más tarde, X-23 es secuestrada por agentes de H.A.M.M.E.R. Allí se reencuentra con Kimura, quien le corta su brazo izquierdo. El olor a pólvora, hace que X-23 entre en estado salvaje y mata a todos los soldados en su camino. Fuerza-X logra rescatarla y llevarla a casa, pero con sus garras cortadas.
X-23 se muestra como parte de la "Lista Alpha" de Cíclope en el curso de la saga Second Coming. Laura, junto con la mayor parte de Fuerza-X, acompaña a Cable y Cypher al futuro en un intento de cerrar la invasión Nimrod.
Poco después de su despido de Fuerza-X, X-23 sigue la pista de un científico de Arma X llamado Detlef Metzger a un restaurante. Después de atar y amordazar a una camarera, y robar su uniforme, X-23 se infiltra en el comedor con la intención de capturar al hombre antes de que pueda llevar a cabo experimentos, utilizando un frasco con la sangre de Wolverine. Antes de que pueda hacer su movimiento, un grupo de soldados estadounidenses llegan y escapan con Metzger. Cuando los soldados parten, X-23 da cuenta de que Daken había estado en el mismo restaurante, y había estado observando.

### Aventuras en solitario
X-23 comienza a tener pesadillas apocalípticas que implican un demoníaco Wolverine, que le pide, fuera su "mano derecha en el infierno". Debido a esto, ella duerme fuera para no causar ninguna alarma entre sus compañeros de cuarto. Cíclope la envía a visitar un centro de rehabilitación en San Francisco para los mutantes que tratan de vivir una vida normal, sin embargo, cuando ella camina hacia el edificio, de repente tiene una visión similar a sus sueños con el edificio en llamas y rodeado de cadáveres.
Más tarde, el demonio que posee a Wolverine se presenta ante ella y le ofrece ser su "Reina del Infierno", pero X-23 lo expulsa de su mente. Los X-Men están perplejos acerca de su situación y ella decide abandonar Utopía.
X-23 comienza su viaje hacia el autodescubrimiento. Pero X-23, es seguida por Gambito, que se convierte en su protector. Ambos se encuentran con Alice (al igual que X-23, es un clon) y su protectora, Claudine Renko. Mr. Siniestro aprovecha para poseer el cuerpo de X-23 y atacar a Claudine Renko, que como "Miss Siniestro", ha usurpado su personalidad. X-23 hiere mortalmente a Renko. No obstante, logra escapar de Siniestro.
Más tarde, X-23 y Gambito llegan a Madripoor en busca de Malcolm Concord, un hombre que quiere revivir el programa Arma X que creó a Wolverine.
X-23 y Gambito viajan luego a París, en la búsqueda de la persona que ha comprado el "olor de la pólvora" que le causa una rabia loca, y el ADN genético de X-23 y Daken. Gambito descubrió que X-23 se sigue causando daño físico. Sus instintos paternales le hacen llamar a Wolverine a París para ayudar a consolar a X-23.
X-23 y Júbilo están caminando en las calles de París, y son acosados por un grupo de hombres. Júbilo se las arregla para hacer que el grupo las deje en paz. X-23 es herida en el cuello, con lo que despiertan los instintos vampiros de Júbilo, quien la muerde. X-23 decide ayudar a Júbilo a controlar su sed de sangre.
Más adelante, X-23 se reencuentra con Spider-Man siguiendo un misterioso rastro de luz. La pista los lleva hacia Franklin Richards y Valeria Richards. Los 4 son teletransportados a un mundo misterioso. X-23 descubre que los dos niños están "jugando" con la realidad.
X-23 es rescatada por Hellion, que finalmente la besa solo para ser rechazado por ella diciendo que ella ya no tiene sentimientos por él. Júbilo aparece para decirle que regrese a Utopía.
X-23 decide partir con Wolverine tras el cisma de los X-Men. Mientras está en un club nocturno con Júbilo, son interceptadas por la Viuda Negra y algunos agentes de S.H.I.E.L.D. Natasha ofrece a X-23 venir a la Academia Vengadores y ella acepta.

### Academia Vengadores
X-23 se presenta como uno de los estudiantes en la nueva Academia Vengadores. La Academia considera que no necesita ningún entrenamiento de combate después de que ella luchó contra Tigra.

### All New X-Men y All New Wolverine
Posteriormente Laura sería rescatada por el equipo original de jóvenes X-Men que viajaron al futuro traídos por el doctor Hank McCoy (Cíclope, Jean Grey, Bestia, Ángel y Hombre de Hielo), y se sumara al equipo, formando una relación sentimental con el joven Ángel (Warren Worthington III)
Luego de la muerte de Logan, Laura tomaría su lugar como la nueva Wolverine. Tras evitar un asesinato en la ciudad de París y en compañía de Ángel, descubre que cuenta con clones. En la ciudad de Nueva York, se le informa que los laboratorios Alchemax Genetic han creado más clones de ella (Gabby, Zelda y Bellona), que han sido modificadas para no sentir dolor y han escapado. Posteriormente, Laura decide hacerse responsable de su joven clon Gabby, llevándola a vivir junto a ella.
Durante los eventos de la saga Guerra Civil II, Laura y Gabby se encuentran con un viejo Logan (Old Man Logan), proveniente de un futuro alterno.

## Poderes y habilidades
Laura era aparentemente un clon femenino (más tarde revelado como su hija biológica) creado a partir del material genético de Wolverine. En consecuencia, sus poderes mutantes son similares a los de él. Al igual que Wolverine, la principal habilidad mutante de Laura es un factor de curación acelerada que le permite regenerar tejidos dañados o destruidos con mucha mayor velocidad, eficiencia y firmeza de lo que son capaces los humanos comunes. Las lesiones como heridas de bala, cortes y heridas punzantes se curan por completo en cuestión de segundos. Ella también se ha demostrado que puede volver a unir las extremidades; por ejemplo, ella volvió a unir su mano después de que se la cortó para escapar de las restricciones que le impuso Kimura.Los efectos de sus poderes de curación acelerada se extienden al sistema inmunológico de su cuerpo, volviéndola inmune a las enfermedades e infecciones. Ella también es inmune a la mayoría de las drogas y toxinas, aunque puede verse afectada por ciertas drogas si se le administra la dosis suficiente. Dada la naturaleza regenerativa de sus células, es potencialmente inmortal, al igual que su padre.
El factor de curación mutante de Laura aumentó sus sentidos físicos, velocidad, agilidad, reflejos/reacciones, equilibrio y resistencia a niveles sobrehumanos. Al igual que Wolverine, Laura posee garras retráctiles envainadas dentro de sus antebrazos.Ella libera las garras a través del tejido de sus nudillos, dejando pequeñas heridas que son curadas por su factor de curación. Sin embargo, a diferencia de Wolverine, Laura solo tiene dos garras por mano que son sus principales armas de ataque. Aunque contiene una sola garra retráctil alojada dentro de cada pie que tiende a usar para defenderse. Las garras fueron extraídas a la fuerza por Zander Rice, afiladas, recubiertas con adamantium y reinsertadas en su cuerpo. Laura escapó antes de que se pudiera realizar el procedimiento para fusionar todo su esqueleto con adamantium.Dado que las garras están entrelazadas con adamantium, son virtualmente irrompibles y son capaces de cortar casi cualquier sustancia.
Además de sus propios poderes y habilidades innatas, Laura ha sido dos veces la anfitriona de la Fuerza Enigma, lo que le proporcionó muchas habilidades especiales particulares de la entidad. Ella es la primera mutante en ser elegida por la entidad como su anfitriona, además de ser una de las pocas personas en hacerlo más de una vez. Al final de su segundo encuentro, la Fuerza Enigma nombró a Laura como heredera de su poder.Esta asociación permanente fue indicada por primera vez por una marca que apareció en la palma de su mano derecha al concluir el arco "Killing Dream" de su serie en solitario.
Nacida y criada en cautiverio, Laura ha sido entrenada para convertirse en un arma viviente. Está altamente entrenada en el uso de armas de largo alcance y explosivos y es una formidable combatiente cuerpo a cuerpo, con entrenamiento intensivo en numerosas técnicas de artes marciales armadas y desarmadas. También ha sido sometida a un condicionamiento en el que se ha utilizado un "olor desencadenante" específico para hacerla entrar en una furia berserker, matando a todo lo que se le cruce en el camino; Emma Frost no está segura de si esto se podrá suprimir por completo alguna vez. Ella ha demostrado fluidez en francés y japonés, y Zander Rice una vez describió su intelecto como "fuera de serie".

## Otras versiones

### X-Men: The End
En el futuro presentado en la serie de libros X-Men: The End, Laura Kinney es una adulta y un miembro destacado de los X-Men y el Ejecutivo de Sanciones X-Treme (XSE). Laura, M y Iceman son enviados a Hong Kong para localizar y capturar al miembro renegado de XSE, Sage. Sin embargo, Sage usa sus considerables habilidades de espionaje para emboscar a Laura, colocando un misterioso collar en su cuello que abruma temporalmente a Laura. Sage se quita el collar e intenta huir justo cuando llega Iceman y la congela en hielo, lo que permite que el grupo la detenga de manera segura.
Laura, Marvel Girl, M y Wolverine son enviados por Cyclops para localizar el paradero de Mister Siniestro, Gambito y los niños desaparecidos Summers y LeBeau. El grupo encuentra la base oculta de Siniestro, pero quedan inmediatamente inmovilizados por un ataque de Ladies Mastermind. Los miembros del equipo viven existencias de fantasía hasta que Wolverine los libera del control mental. Adentrándose más en la base, el grupo lucha contra los Merodeadores de Siniestro para salvar a los niños. Más tarde, Laura y los X-Men viajan al espacio Shi'Ar y se produce una batalla masiva. Ella es una de los pocos X-Men que sobreviven y se la ve asistiendo al discurso de Kitty Pryde al final de la historia (ver X-Men: The End). Curiosamente, no solo parece tener un esqueleto de adamantium, sino que su tejido muscular parece robótico o tecnoorgánico.
En esta realidad, se muestra que ella está enamorada de Fantomex, y se revela durante una ilusión causada por Ladies Mastermind que su sueño es que se casen como una pareja suburbana normal con una hija.

### Era de Apocalipsis
Se revela que existe una versión de Laura Kinney en la línea temporal alternativa de la miniserie de 2005 X-Men: Age of Apocalypse, que lleva el nombre de Kirika.Ella fue encontrada en uno de los laboratorios de Mister Siniestro después de que fuera liberada por Magneto. Al final de la miniserie, se reveló que ella era la hija biológica de Arma X (Wolverine) y Mariko Yashida.A diferencia de su contraparte de la Tierra-616, tiene tres garras en sus manos, con adamantium injertado por Magneto a petición suya.Ella es asesinada durante los eventos de "The Dark Angel Saga" por la ahora enloquecida versión AoA de Wolverine, mientras su equipo y X-Force de la Tierra-616 intentan liberar a Gateway.

### Marvel Team-Up: Liga de Perdedores
Laura Kinney aparece en un arco de Marvel Team-Up (vol. 3) de Robert Kirkman, que presenta a un grupo de héroes de lista C apodado "La Liga de los Perdedores". Un grupo de héroes que incluye a Laura Kinney, Darkhawk, Dagger, Araña, Gravedad, Sleepwalker, Speedball y Terror (aunque Araña muere en el camino) van al futuro para evitar que el villano Chronok robe la máquina del tiempo de Reed Richards; Chronok llegó al presente después de haber matado a todos los héroes principales de Marvel.Se revela que Chronok es del mismo período de tiempo que Mutant 2099 de Kirkman; el grupo se queda con él y su mentor Reed Richards para esperar a Chronok, y durante este tiempo Laura inicia una relación con Gravity. Derrotan a Chronok, pero al final de la historia, Richards revela que no pueden regresar a su presente, debido al viaje en el tiempo y las líneas de tiempo alternativas. El grupo decide quedarse en el futuro, satisfechos con el impacto que causaron, aunque pasaron desapercibidos. Mutant 2099 sugiere reformar a Los Vengadores o los "Nueve Fantásticos". Debido al método del Universo Marvel para resolver las paradojas de los viajes en el tiempo, esta historia ocurrió en un universo alternativo.

### Deformación Infinita
Durante Infinity Wars, cuando el universo se dobló a la mitad, Laura Kinney se fusionó con Bruja Escarlata para crear a Arma Hex. Los Evolucionarios, un grupo ocultista y científico, habían estado usando mutantes para que uno de ellos se convirtiera en un recipiente para Mephicton (fusión de Mephisto y Chthon). Sin embargo, este proceso siempre resultó en la muerte de los mutantes. Al ver que su plan estaba fallando, los líderes del grupo, Sarah Kinney y Herbert Wyndham decidieron concebir un niño defectuoso para que actuara como el recipiente perfecto para el demonio. Sin embargo, Sara crio a Laura y le habló de la empatía y la humanidad, mientras que Herbert quería que la niña fuera un arma. A la edad de diecisiete años, Laura junto con Hellhound (fusión de Magik y Sabretooth) fueron enviados a misiones. Tras la muerte de su madre y el descubrimiento de que tenía una hermana menor llamada Gavrill (fusión de Quicksilver y Honey Badger), decidió escapar de los Evolucionarios junto con su hermana, pero fue cortada en pedazos por Hellhound, mientras que Herbert se llevó a Gavrill para que ella se convirtiera en el nuevo recipiente para Mephicton. Laura finalmente curó y mató a Hellhound y Herbert, y este último fue atacado por los espíritus que habían muerto a causa de sus experimentos. Después de eso, Laura y su hermana abandonaron el lugar.

### Venomverso
En Edge of Venomverse, una versión de X23 se unió al simbionte Venom mientras intentaba escapar de la instalación donde ambos estaban detenidos. Se hace amiga de algunos niños de la calle y comparte su simbionte con ellos. Cuando la instalación intentó capturar a Laura, ella resultó gravemente herida y el simbionte obtuvo sus piezas de los niños para poder curarla más rápido. De repente, un Capitán América Venomizado se acerca a ella para unirse al ejército de Venom para luchar contra los Poisons.Ella luchó junto a los otros Venoms y al final regresó a su universo.

### Vieja Laura
En un futuro posible, el mundo es una verdadera utopía, con la mayoría de la población de supervillanos encarcelados o retirados. Una anciana Laura ha transmitido la identidad de Wolverine a Gabby, y ha descubierto que un defecto genético pronto la llevará a la muerte. Aunque inicialmente se contenta con vivir el resto de su vida en paz, Laura se ve impulsada a volver a la acción cuando se entera de que Bellona está cautiva del Doctor Doom (el único villano que sigue activo). Laura lidera un equipo de ataque a Latveria para rescatar a Bellona, pero es capturada por Doom. Cuando Doom revela que planea transferir su mente al cuerpo de Laura, Laura revela su condición y lo mata cuando escapa de regreso a su propio cuerpo.

## En otros medios

### Televisión
- X-23 apareció por primera vez en el capítulo número 41 de X-Men: Evolution, titulado “X23” con la voz de Andrea Libman, en su segunda aparición en el capítulo 46 “Objetivo X”, tuvo la voz de Brittney Irvin. Wolverine conoce por medio de S.H.I.E.L.D. a la Dra. Deborah Risman, ella le cuenta que era científica de Hydra, y había creado un clon femenino de él. El clon tiene dos garras retráctiles en cada mano (en lugar de tres como Wolverine) y una garra retráctil de manera similar en cada pie (algo de lo que carece Wolverine). El clon fue identificado solo por el nombre en clave X-23, el primer éxito después de 22 fracasos. Habiéndole sido negada la vida de una niña normal, X-23 era solitaria y violenta. Ella casi no tenía compañeros y había estado bajo observación durante toda su vida. Tuvo que pasar la mayor parte de su tiempo entrenando para afinar sus habilidades. Cuando tenía 12 años, su esqueleto fue infundido con Adamantium. Al conocer sus orígenes genéticos, X-23 hizo un asalto a S.H.I.E.L.D. para obtener información sobre el paradero de Wolverine a quien hace responsable de su creación, y decidió ir a su encuentro para vengarse de él. Ella invadió la Mansión X y derrotó a los otros X-Men, incluyendo a los Nuevos Mutantes. Cuando Wolverine se enfrentó a ella, la tranquilizó señalándole que comprendía por lo que estaba atravesando y que él es lo más cercano que ella tiene a una familia, pero cuando S.H.I.E.L.D. viene por X-23, Wolverine en lugar de entregarla como Nick Fury quería, la ayuda a escapar. Poco tiempo después, Wolverine es secuestrado por Omega Red y cuando logra escapar, se encuentra nuevamente con X-23 quien estaba huyendo de los agentes de Hydra, así como de S.H.I.E.L.D. pero permitió que la capturaran junto con Wolverine, con la intención de introducirse en la nave Hydra. Ella tuvo éxito haciendo explotar la nave, y desapareció, Wolverine le dice a Fury que X-23 no pudo sobrevivir aunque percibió su aroma a los lejos teniendo la corazonada de que ella estaba todavía viva. X-23 es vista saltando desde un pico de roca. En el último capítulo, X-23 fue mostrada brevemente como un futuro miembro de los X-Men en una visión del Profesor X.
- Laura Kinney/X-23 también aparece en la serie de televisión Wolverine and the X-Men, con la voz de Tara Strong.[58][59]Introducida en el episodio "Stolen Lives", esta versión es muda y muestra un deseo de luchar contra Wolverine. En un posible futuro representado en el final de la serie de tres partes "Foresight", Wolverine encuentra cuatro clones congelados en una instalación de Arma X y los despierta para ayudarlo a él y al Profesor X a derrotar a un grupo de Centinelas.
- Laura Kinney/X-23 hace un cameo sin hablar en el episodio de The Super Hero Squad Show, "Too Many Wolverines!", como una creación de Egghead.[60]

### Cine
- Laura Kinney/X-23 hace un cameo en Hulk vs. Wolverine como una bebé dentro de una instalación de investigación de Arma X.[61]
- Laura/X-23 aparece en la película Logan, de 2017, interpretada por Dafne Keen.[62]En febrero de 2017, el productor Simón Kinberg declaró que la escena poscréditos de X-Men: Apocalipsis (2016), en la que Essex Corporación adquiere la sangre de James "Logan" Howlett/Wolverine, se correlaciona con cómo la corporación Alkali-Transigen finalmente adquiere ADN y comienza a crear clones para usarlos como armas en Logan.[63]Esta versión es una niña de 11 años creada por Transigen a partir del ADN de Logan que heredó las garras de hueso (a diferencia de Wolverine, X-23 tiene 2 en cada mano y una en cada pie) y las capacidades regenerativas avanzadas de su donante genético. Incluso a su tierna edad, ella ya es una luchadora muy formidable; en varias ocasiones, ella se enfrentó sola a todo un destacamento de Reavers. Ella era una de los varios niños mutantes que habían sido designados para ser eliminados cuando Transigen creó a X-24, un clon adulto de Wolverine leal a ellos, hasta que la enfermera de Transigen, Gabriela López, la ayudó a escapar. Con la ayuda de Logan, ella y los niños finalmente escaparon a través de la frontera hacia Canadá, aunque Logan murió en combate contra X-24 antes de que Laura lo matara a su vez.
  - El director de Logan, James Mangold, ha declarado que le gustaría ver a Laura aparecer en una futura secuela de Logan, titulada provisionalmente Laura, y que le gustaría participar de una forma u otra, si eso sucede. Kinberg también ha declarado que los planes de 20th Century Fox para futuras películas incluyen al personaje.[64]El 24 de octubre de 2017, Mangold confirmó en una entrevista con The Hollywood Reporter que se está trabajando en un guion para una película derivada de Laura, afirmando: "Solo estamos trabajando en un guion". También había citado el éxito de Warner Bros. y DC Films Wonder Woman como inspiración. Posteriormente se anunció que el creador de Laura Kinney, Craig Kyle, estaría involucrado junto a Mangold. Sin embargo, en marzo de 2019, después de la compra de Fox por parte de Disney, una ejecutiva de esta última, Emma Watts, describió a The New Mutants (2020) como la película final de la serie X-Men, lo que ha dejado en duda el futuro de la película de Laura.[65]
  - Laura aparece en The New Mutants a través de imágenes de archivo de Logan.
  - Keen regresa como una Laura de 19 años en Deadpool & Wolverine (2024). Después de haber sido enviada al Vacío por la Autoridad de Variación Temporal (TVA) tras los sucesos de Logan, ella se une a un movimiento de resistencia llamado "Los Otros" para luchar contra la gobernante del Vacío Cassandra Nova y posteriormente se alía con Deadpool y una variante de Logan de un universo alternativo, quienes ella ha encontrado, para impedir que Nova destruya el multiverso. Tras la muerte de Nova, Laura se une a Logan para dejar el Vacío y conocer a los amigos de Deadpool.[66]

### Videojuegos
- Laura Kinney / X-23 aparece como un jefe en la versión para Game Boy Advance de X-Men: The Official Game.[67]Esta versión no tiene memoria de su pasado y viajó a una instalación en Alkali Lake en un intento de recuperar sus recuerdos. Cuando llegan los X-Men, ella cree que están tratando de secuestrarla y lucha contra ellos hasta que es derrotada, después de lo cual las dos partes se separan en buenos términos.
- X-23 aparece en los videojuegos de lucha Marvel vs. Capcom 3: Fate of Two Worlds[68]y Ultimate Marvel vs. Capcom 3, nuevamente con la voz de Tara Strong.[69]Además, su atuendo de X-Men: Evolution aparece como un traje DLC alternativo.
- Laura Kinney / Wolverine aparece como un personaje desbloqueable en Marvel: Avengers Alliance.[70]
- Laura Kinney aparece en Marvel: War of Heroes.[71]
- Laura Kinney hace una aparición menor en Marvel Pinball a través de la mesa de Wolverine.[72]
- Laura Kinney aparece en Marvel Heroes,[73]nuevamente con la voz de Tara Strong.[74]
- La encarnación de All-New Wolverine de Laura Kinney/Wolverine aparece como un personaje jugable en Marvel Contest of Champions.[75]
- Laura Kinney / Wolverine aparece como un personaje jugable en Marvel Future Fight.[76]
- Laura Kinney / Wolverine aparece como un personaje jugable en Marvel Puzzle Quest.[77]
- Laura Kinney / X-23 aparece como un personaje jugable en Marvel Strike Force.
- Laura Kinney / X-23 aparece como un atuendo comprable en Fortnite: Battle Royale.
- Laura Kinney / X-23 aparece en Marvel Snap.